# Рипли, Росвелл
Росвелл Себин Рипли (Roswell Sabine Ripley) (14 марта 1823 — 29 марта 1887) — американский кадровый военный, выпускник Вест-Пойнта, участник мексиканской войны и публицист. В годы гражданской войны служил генералом Армии Конфедерации, командуя бригадой в сражениях 1862 года. Был отстранён за некомпетентность и в последние годы войны занимался конструкцией укреплений Чарльстона. После войны около 20 лет прожил в Англии.

## Ранние годы
Рипли родился в Уэртингтоне, Огайо, неподалеку о Коламбуса. Он был вторым ребёнком в семье Кристофера Рипли и Джулии Колкинс. Его отец служил капитаном ополчения в годы войны 1812 года; он приезжал в Уэртингтон по делам и лишь незадолго до рождения сына купил в городке каменный дом, который существует по сей день по адресу Хай-Стрит, дом 623. Ребёнка назвали в честь его деда по матери — патриота Росвелла Колкинса, который служил при Вашингтоне в Велли-Форж.
Ему было 4 года, когда семья переехала в Массачусетс, а затем в Огденсберг в штате Нью-Йорк. Отец основал компанию C. Ripley & Company, которая разорилась в 1830 году. В 1834 году отец продал дом в Уэртингтоне за 1100$ и в 1836 году купил себе землю, которую продавал по частям, но не окупил вложений.
Рипли получил рекомендацию для поступления в военную академию Вест-Пойнт. Он поступил в Академию в 1839 году и окончил её 7-м по успеваемости в выпуске 1843 года (в одном классе с Улиссом Грантом). Его определили в артиллерию во временном звании второго лейтенанта.
С 1843 по 1844 год Рипли прослужил в форте Макгенри в Мериленде, в 1844 году служил в Форт-Джонстон в Северной Каролине и при арсенале Огасты в Джорджии (1844 - 1845). С 20 сентября 1845 по 17 января 1846 годы он преподавал в Вест-Пойнте математику. 26 марта 1846 года он получил постоянное звание второго лейтенанта. В 1846 году Рипли принял участие в Мексиканской войне, где прошёл сражение при Монтеррей, осаду Веракруса, сражения при Серро-Гордо и при Контрерас. 18 апреля 1847 года он получил временное звание капитана за Серро-Гордо.
Затем Рипли прошёл сражения при Чурубуско и Молино-дель-Рей, 8 сентября 1847 года участвовал в штурме Чапультепека, а 13 сентября - в штурме Мехико. 13 сентября 1847 года он получил временное звание майора за Чапультепек.
С августа 1847 по июль 1848 года Рипли служил адъютантом при генерале Пиллоу, а в 1848 взял отпуск, который посвятил написанию книги "History of the War with Mexico", которая была опубликована в 1849 году.
В 1849 - 1850 он сражался с семинолами во Флориде, затем служил в фортах Макгенри, форте Монро и форте Мольтри. 2 марта 1853 года Рипли оставил военную службу. Он переехал в Чарльстон и поселился в имении своей жены Алисии Миддлтон. В 1853  1854 годах работал журналистом в балтиморской газете "Daily American Times". Он так же вступил в ополчение Южной Каролины, где служил майором артиллерии.

## Гражданская война
Рипли принял участие в гражданской войне с её самых первых дней. 20 декабря 1869 года Южная Каролина вышла из состава Союза. Через несколько дней федеральный гарнизон покинул форт Мольтри на острове Салливана и перебрался в форт Самтер, заклепав все орудия в форте Мольтри. Рипли на тот момент был подполковником артиллерии штата; он занял форт Мольтри, быстро восстановил орудия и привёл форт в боеспособное состояние. 12 апреля по приказу генерала Борегара, он открыл огонь по форту Самтер (см. Сражение за форт Самтер). Федеральный капитан Эбнер Даблдей, знавший Рипли по Вест-Пойнту, находился в то время в форте и впоследствии написал, что Рипли «…талантливый военный и умелый артиллерист, доставил нам массу неприятностей».
После капитуляции форта Самтер генерал Борегар поручил Рипли работы по восстановлению форта. 15 августа 1861 года Рипли получил звание бригадного генерала. Губернатор Пикенс писал президенту, что «Рипли здесь самый грамотный и компетентный офицер, он работает день и ночь, чтобы привести форт в боевое состояние. Я обязан ему более, чем любому другому человеку, и чарльстонцы знают это». Впоследствии Рипли будет известен своими плохими отношениями с вышестоящим начальством, но в то время не замечено каких-либо его конфликтов с Борегаром.
В ноябре 1861 года Роберт Ли перевёл Борегара в Вирджинию. Ли и Рипли не сошлись во взглядах на принципы обороны Чарльстона. Ли считал, что укрепления должны возводиться дальше от моря и ближе к городу, а Рипли полагал наоборот. Они не пришли к соглашению, а потом Ли был переведён в Вирджинию, а его место занял генерал Пембертон. Он сразу же приступил к расформированию прибрежных батарей Чарльстона и Джорджтауна. Рипли протестовал, но безрезультатно. Не желая служить при Пембертоне, Рипли запросил перевода.
Прошение Рипли было удовлетворено. Его перевели в Северовирджинскую армию, где он возглавил 5-ю бригаду в дивизии Дэниеля Хилла. Эта бригада состояла из четырёх полков, джорджианских и северокаролинских:
- 4-й Джорджианский пехотный полк: полковник Джордж Долс
- 44-й Джорджианский пехотный полк
- 1-й Северокаролинский пехотный полк: полковник М. С. Стокс
- 3-й Северокаролинский пехотный полк: полковник Гастон Мерс

Эта бригада приняла участие в Семидневной битве, где сражалась при Бивердем-Крик, при Гейнс-Милл и при Малверн-Хилл. В этих боях бригада понесла тяжёлые потери; от 2366 человек осталось 45 офицеров и 846 рядовых.
Семидневная битва плохо сказалась на репутации Рипли. Полковник Де Россет, командир 3-го Северокаролинского полка, потом вспоминал: «Среди офицеров и рядовых было много толков о том, что Рипли не побывал под огнём в ту неделю. Мы не видели его и не слышали о нём при Механиксвилле, Колд-Харборе или Малверн-Хилл... его никогда не было на своём месте». Ходили слухи о его трусости, тем более что по рождению он был «янки». 

### Мэрилендская кампания
В августе 1862 года вся дивизия Хилла стояла под Ричмондом и не участвовала в Северовирджинской кампании, а в конце месяца она была переправлена в северную Вирджинию и участвовала в Мэрилендской кампании. Бригада Рипли прошла Фредерик и ушла через горы в Камберлендскую долину. Когда генерал Хилл узнал, что Потомакская армия движется к Южным Горам он отправил свои бригады с приказом занять и удерживать перевалы Тернерс-Гэп и Фокс-Гэп. Все свои части в ущелье Фокс-Гэм Хилл передал под управление Рипли, который, однако, не справился со своими обязанностями. Он приказал бригаде Джорджа Андерсона занять позицию на правом фланге, однако его же собственные люди приняли полки Андерсона за противника и передали Рипли, что на его фланге находятся крупные части Потомакской армии. Рипли решил, что противник может отрезать ему пути отхода, и приказал бригадам отступать. Тем самым была сорвана атака, которую задумывал Дэниель Хилл. Хилл был в негодовании и написал в рапорте, что «люди Рипли даже не прикоснулись к спусковому крючку, сам не знаю, почему». Впоследствии, в одной из статей о том сражении, Хилл повторит, что бригада Рипли «не сделала в тот день ни единого выстрела».

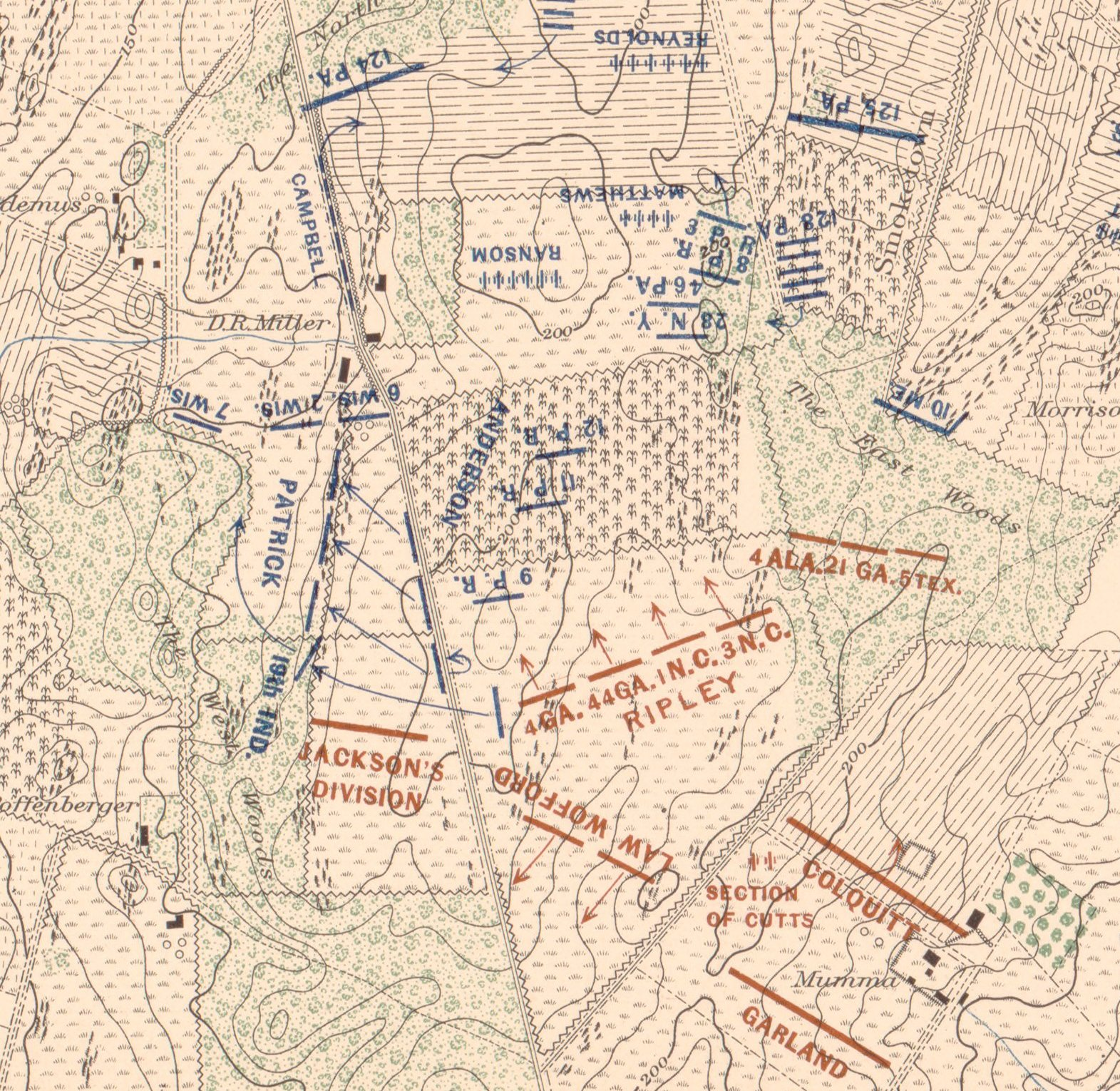
Бригада Рипли выходит на Кукурузное поле.

17 сентября 1862 года во время сражения при Энтитеме, дивизия Дэниеля Хилла стояла в центре позиции Северовирджинской армии, а бригада Рипли стояла на крайнем левом фланге дивизии. Когда федеральная армия стала вытеснять дивизию Худа с Кукурузного поля, генерал Хилл отправил бригаду Рипли на помощь Худу.

## Память
В 1894 году в Уэртингтоне, на родине Рипли, усилиями ветеранской организации был установлен памятник генералу Рипли.